# Provost (fonction)
Pour les articles homonymes, voir Provost.
Le terme provost (avec quelques variantes orthographiques) désigne diverses fonctions professionnelles, universitaires, militaires et religieuses dans les pays anglophones, en Europe du Nord et en Indonésie.

## Fonction académique
Le provost est l'administrateur principal de nombreux établissements d'enseignement supérieur aux États-Unis et au Canada, l'équivalent d'un pro-vice-chancellor dans certaines institutions au Royaume-Uni et en Irlande, et l'équivalent d'un deputy vice-chancellor dans la plupart des universités australiennes. Le provost est souvent secondé par un ou plusieurs subordonnés, dénommés assistant provost, associate provost, vice-provost ou deputy provost.
En outre, le chef d'établissement de certains colleges au Royaume-Uni et en Irlande est appelé provost, l'équivalent du master des autres colleges.

## Fonction militaire
Dans les pays anglophones et en Indonésie (où ils sont aussi appelés provos voire prov), les provosts sont des policiers militaires, qui assurent les fonctions de police au sein des forces armées (comme les prévôts de la gendarmerie française, mais avec des attributions souvent plus larges).

### Provost marshall
Un Provost marshall dirige un groupe de provosts. Il peut aussi superviser les services de sécurité, d'emprisonnement, d'incendie et d'urgence ainsi que les ambulances.
- Le Canadian Forces Provost Marshal (« Grand Prévôt des Forces canadiennes ») est le conseiller de branche de la Canadian Forces Military Police Branch (« Police militaire des Forces canadiennes »), ainsi que le commandant du Canadian Forces Military Police Group. Il siège à Ottawa et supervise cinq sections, chacune sous le commandement d'un deputy provost marshal (DPM).
- Dans l'armée américaine l'officier de police militaire le plus gradé est le Provost Marshal General (PMG), dans le corps des Marines c'est le Provost marshal. Le poste de PMG a été rétabli en 2003, après avoir été aboli pendant 29 ans. L'officier supérieur de la police militaire au niveau du théâtre d'opérations, du corps, de la division et de la brigade ainsi que de chaque garnison, est également appelé Provost marshal.
- Dans les forces armées britanniques, le Provost marshall est le chef d'un des services de la police militaire. Les officiers de rang inférieur sont appelés deputy (ou assistant) provost marshals. Dans de nombreux cas, le Provost marshall est responsable de la discipline. À la fin du XVIIe siècle, chaque régiment avait son propre Provost marshall, sous les ordres du Provost Marshal General.

### Provost sergeant
Un Provost sergeant est un sous-officier associé à la police militaire.
- Dans le Military Police Corps et le Marine Corps de l'armée américaine, le Provost sergeant dirige généralement le personnel du bureau du Provost marshal ou un poste de la police militaire. Ce titre et cette fonction sont couramment attribués à un sergent-major ou un Master gunnery sergeant, mais ils peuvent aussi l'être à un sergent de première classe ou un sergent-chef.
- Dans l'armée britannique et les forces terrestres du Commonwealth, un Provost sergeant (abrégé parfois en Provo Sgt) est le sous-officier qui dirige les regimental provosts (la regimental police) ; il est responsable devant le sergent-major régimentaire du maintien de l'ordre et de la discipline militaire au sein d'un régiment ou d'un bataillon[1]. Le Provo Sgt est un membre du régiment ou du corps dans lequel il sert, et non de la Police militaire royale.

## Fonction municipale
Écosse :
- dans les quatre villes principales (Édimbourg, Glasgow, Dundee et Aberdeen), le Lord Provost est le chef de l'autorité municipale (comme le lord-maire des autres grandes villes du royaume) ; il est également Lord Lieutenant ;
- dans les autres municipalités, le provost (que l'on traduit généralement par « prévôt » ou « maire ») est un conseiller élu ayant un rôle cérémoniel (le véritable chef de l'administration municipale est le leader of the council (« chef du conseil »)).

## Fonction religieuse
Le nom latin praepositus a été appliqué à l'origine à tout dirigeant ou dignitaire ecclésiastique. Il fut ensuite appliqué plus spécifiquement au subordonné immédiat de l'abbé d'un monastère, ou au supérieur d'une seule cellule, et il fut défini comme tel dans la règle de saint Benoît. Le décanus (« doyen ») était un officiel de rang similaire. Chrodegang de Metz adopta cet usage des Bénédictins quand il instaura l'organisation monastique des collèges de droit canon et notamment celle des chapitres de chanoines. Le titre de praepositus était normalement détenu par l'archidiacre, alors que celui de decanus l'était par l'archiprêtre. Dans beaucoup de collèges, les devoirs temporels des archidiacres ne leur permettaient pas d'accomplir ceux de la praepositura, qui furent transférés au decanus.
Le titre est devenu « prevost » en ancien français, puis provost dans d'autres langues dont l'anglais et « prévôt » en français moderne.

### Église anglicane
- En Angleterre, le provost était initialement le prêtre principal d'une cathédrale, mais ce titre a rapidement été remplacé par celui de doyen (dean).
  - Néanmoins, quand un évêque se nommait lui-même doyen de sa cathédrale, un provost était désigné pour lui servir d'adjoint.
  - Dans les 14 cathédrales qui étaient également des églises paroissiales[a], surtout les cathédrales créées aux xixe et xxe siècles, le prêtre principal (qui était aussi le prêtre de paroisse) a continué à être connu comme le provost. Ils ont cependant été tous renommés doyens en 2000.
- Dans l'Église épiscopalienne écossaise, cette tradition se poursuit : le prêtre principal d'une cathédrale est appelé provost, à l'exception de la cathédrale des îles à Cumbrae.
- L'usage est conservé pour le titre des directeurs de quelques collèges anglais autrefois administrés par l'Église.

### Églises protestantes
Après la réforme protestante certains pasteurs ont conservé le titre de provost, mais plus comme un usage honorifique que comme une position précise dans la hiérarchie. Ce titre est devenu provst en danois, provst puis prost en norvégien, probst puis propst en allemand.

## Arts martiaux
- Au XVIe siècle, Provost était le 3e grade de la Corporation of Masters of the Noble Science of Defence (ou London Company of Masters) de Londres, devant Scholar et Free Scholar mais derrière Master. Les provosts avaient le droit de prendre des élèves et de fonder leurs propres écoles de combat.
- Aux États-Unis le grade de Provost est toujours utilisé par l'Association for Renaissance Martial Arts, qui fonde son système de classement sur celui de la London Company of Masters.